# Linia 21 de tramvai din București
Tramvaiul 21 din București este o linie de tramvai a STB care începe de la Pasaj Colentina, situat în cartierul bucureștean cu același nume, din sectorul 2, și se termină la stația „Piața Sfântul Gheorghe”. Aceasta urmează traseul Șoseaua Colentina - Calea Moșilor.

## Traseu și stații

### Schema traseului
|  |   |   |   | Nume Stație            | Artera               | Corespondențe |
|  | - | - | - | ---------------------- | -------------------- | ------------- |
|  | ↓ | O | ↑ | Piața Sfântul Gheorghe | Strada Cavafii Vechi | 5             |
|  |   | o |   | Hristo Botev           | Calea Moșilor        | 5, 16         |
|  |   | o |   | Bd. Carol I            | Calea Moșilor        |               |
|  |   | o |   | Mihai Eminescu         | Calea Moșilor        |               |
|  |   | o |   | Bucur Obor             | Șoseaua Colentina    | 143↓          |
|  |   | o |   | Ziduri Moși            | Șoseaua Colentina    | 143↓, 382     |
|  |   | o |   | Teiul Doamnei          | Șoseaua Colentina    | 143↓, 382     |
|  |   | o |   | Doamna Ghica           | Șoseaua Colentina    |               |
|  |   | o |   | Râul Colentina         | Șoseaua Colentina    | 382↓          |
|  |   | o |   | Cartier Colentina      | Șoseaua Colentina    | 382↓          |
|  |   | o |   | Sportului              | Șoseaua Colentina    |               |
|  |   | o |   | Cornișor               | Șoseaua Colentina    |               |
|  |   | o |   | Nicolae Canea          | Șoseaua Colentina    |               |
|  | ↓ | O | ↑ | Pasaj Colentina        | Șoseaua Colentina    |               |